# سيل تيم 8: خلف خطوط العدو
سيل تيم 8: خلف خطوط العدو (بالإنجليزية: SEAL Team 8: Behind Enemy Lines)‏ هو فيلم حركة حربي تم إنتاجه في الولايات المتحدة وصدر سنة 2014 بطولة ليكس شرابنل وتوم سيزمور، وهو الجزء الرابع من سلسلة «خلف خطوط العدو».

## القصة
تدور أحداث الفيلم حول فريق السيل الذي يجب عليه أن يقاتل خلال طريقه حتى الكونغو، لنزع فتيل واحد من أكبر التهديدات التي عرفها العالم.

## وصلات خارجية
سيل تيم 8: خلف خطوط العدو على موقع IMDb (الإنجليزية)
- سيل تيم 8: خلف خطوط العدو على موقع روتن توميتوز (الإنجليزية)
- سيل تيم 8: خلف خطوط العدو على موقع قاعدة بيانات الأفلام العربية
- سيل تيم 8: خلف خطوط العدو على موقع ألو سيني (الفرنسية)
- سيل تيم 8: خلف خطوط العدو على موقع أول موفي (الإنجليزية)
- سيل تيم 8: خلف خطوط العدو على موقع فيلمافينيتي (الإسبانية)
- سيل تيم 8: خلف خطوط العدو على موقع قاعدة بيانات الأفلام السويدية (السويدية)
- سيل تيم 8: خلف خطوط العدو على موقع قاعدة بيانات الفيلم (الإنجليزية)
- سيل تيم 8: خلف خطوط العدو على موقع ليتربوكسد (الإنجليزية)
- سيل تيم 8: خلف خطوط العدو على موقع كينوبويسك (الروسية)